# Pifano

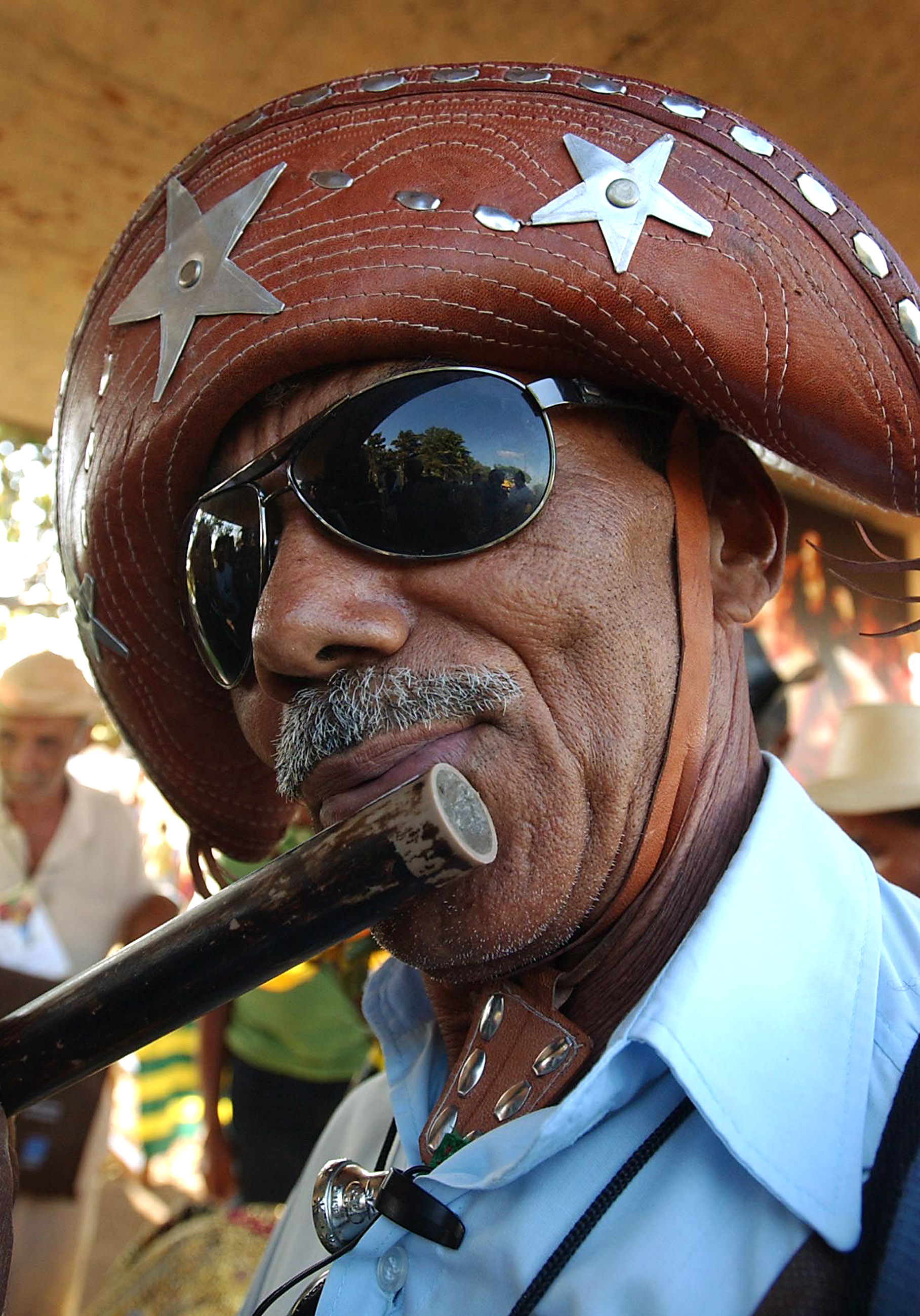
Un joueur de pifano du Nordeste.

Le pìfano (« tuyau » en Portugais), pìfaro (« flûte ») ou pife, est une flûte transversale brésilienne faite de bambou. Le pìfano a des racines historiques controversées. Certains prétendent que les indigènes américains l'ont inventé tandis que d'autres attribuent son origine au temps des premiers chrétiens, qui se seraient servi du pìfaro pour saluer la Vierge Marie. Le pìfano a été ensuite absorbé, adapté à la culture moderne et est devenu un instrument commun utilisé pour animer les fêtes, les événements sacrés et militaires sous le nom de fife.
Actuellement, cet instrument est sur la voie d'une nouvelle naissance, un intérêt nouveau lui est porté ; il est utilisé par certaines formations de musique contemporaine comme la Pife Muderno (pt), le Mangue beat ou le groupe Forro in the dark.

## Facture
Le pìfano traditionnel est en taquara ou taboca, une sorte de bambou mais on le trouve de nos jours parfois faits de tuyaux de PVC ou tuyaux en métal ; ils n'ont cependant pas les mêmes sonorités ou la même beauté[réf. nécessaire].

## Jeu
Il existe deux formations traditionnelles jouant de cet instrument :
- un duo de flûtes avec la rythmique de zabumba (grosse caisse), pratos (cymbales), caixa (caisse claire) et de contra-surdo, sont les fameux «Bandas de Pífanos» ;
- un pìfano solo accompagné de sanfona, cavaquinho, violão de sete cordas, pandeiro et ganzá.

Le pìfano est joué tourné vers le côté droit du visage. Il dispose de 6 ou 8 trous pour le doigté (appelé buraco de dedo, « trou doigt »), et plus loin l'embouchure pour souffler (appelé buraco de embocadura, le « trou de la bouche »).